# Шедіївська сільська рада
Шедіївська сільська рада — колишній орган місцевого самоврядування у Новосанжарському районі Полтавської області з центром у c. Шедієве.

## Населені пункти
Сільраді були підпорядковані населені пункти:
- c. Шедієве
- с. Бурти